# Benzoquin-1,4-ona
A benzoquin-1,4-ona é um composto orgânico de fórmula química C6H4O2. É um anel de seis carbonos, não aromático, correspondente à forma oxidada da hidroquinona. A molécula é multifuncional: exibe propriedades de uma cetona, formando uma oxima; é um oxidante, formando um derivado di-hidróxido; e é um alceno, sofrendo reacções de adição.

## Aplicações em síntese orgânica
É utilizada como aceitador de hidrogénio e oxidante em síntese orgânica. Serve como dienófilo em reacções de Diels-Alder.

## Benzoquin-1,4-onas relacionadas
São conhecidos diversos derivados e análogos. Alguns exemplos incluem:
- 1,4-Naftoquinona, derivada da oxidação do naftaleno com trióxido de crómio.[4]
- 2,3-dicloro-5,6-diciano-1,4-benzoquinona, um agente oxidante e de desidrogenação mais forte que a benzoquin-1,4-ona.[5]
- Ubiquinona, uma benzoquin-1,4-ona natural.
- Cloro-p-benzoquinona (número CAS [695-99-8])[6]
- Cloranilo, um agente oxidante e de desidrogenação mais forte que a benzoquin-1,4-ona.

## References
1. ↑  H. W. Underwood, Jr. and W. L. Walsh (1943). «Quinone». Org. Synth.; Coll. Vol., 2
2. ↑  Yang, T.-K.; Shen, C.-Y. ”1,4-Benzoquinone” in Encyclopedia of Reagents for Organic Synthesis (Ed: L. Paquette) 2004, J. Wiley & Sons, New York. doi:10.1002/047084289.
3. ↑  Oda, M.; Kawase, T.; Okada, T.; Enomoto, T. (1998). «2-Cyclohexene-1,4-dione». Org. Synth.; Coll. Vol., 9
4. ↑  E. A. Braude E. A.; Fawcett, J. S. (1963). «1,4-Naphthoquinone». Org. Synth.; Coll. Vol., 4
5. ↑  Vogel, E.; Klug, W.; Breuer, A. (1988). «1,6-Methano[10]annulene». Org. Synth.; Coll. Vol., 6
6. ↑  Harman, R. E. (1963). «Chloro-p-benzoquinone». Org. Synth.; Coll. Vol., 4